# Osphranter
Osphranter ist eine Gattung der Kängurus mit vier Arten, darunter die drei Arten der Bergkängurus und das Rote Riesenkänguru, der größte Vertreter der Kängurus und das größte lebende Beuteltier. 

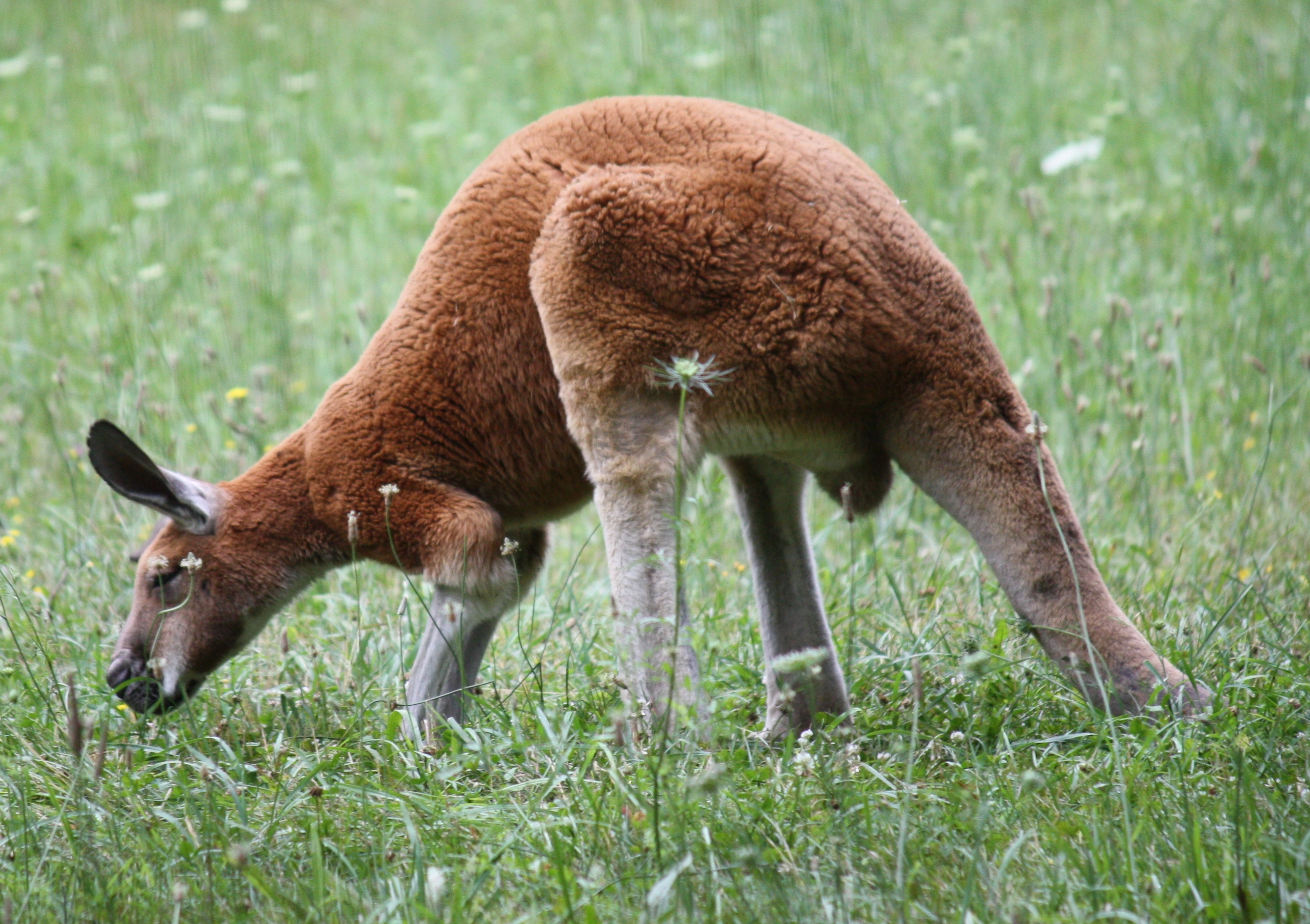
Rotes Riesenkänguru (O. rufus)

## Allgemeines
Bergkängurus stehen größenmäßig zwischen den Riesenkängurus und den Wallabys. Ihre Körperlänge beträgt (ohne Schwanz) rund einen bis 1,4 m, wobei die Männchen um einiges größer als die Weibchen sind. Das Fell ist lang und dicht, die Farben reichen von rotbraun bis schwarz. Sie bewohnen hügelige oder gebirgige Regionen in ganz Australien. 
Bergkängurus bevorzugen trockene Gebiete mit karger Vegetation. Allerdings sind sie nicht solche Kletterspezialisten wie die Felskängurus. Bergkängurus sind nachtaktiv und verbergen sich tagsüber in Höhlen oder Felsspalten. Außer dem Antilopenkänguru sind sie Einzelgänger.
Wie alle Kängurus sind die Osphranter-Arten Pflanzenfresser, die sich von Gräsern und Blättern ernähren. Sie sind an karge Nahrung gewöhnt und brauchen kaum Wasser zum Trinken. Die Fortpflanzung entspricht der der übrigen Kängurus. Nach rund 32 Tagen Tragzeit kommt ein einziges Jungtier zur Welt, das rund 8 bis 9 Monate im Beutel bleibt. Auch bei ihnen findet sich die „verzögerte Geburt“.
Osphranter-Arten sind weit verbreitet und nicht gefährdet, lediglich das Schwarze Bergkänguru wird als potenziell gefährdet eingestuft.

## Arten
Zur Gattung Osphranter gehören vier Arten:
- Das (eigentliche) Bergkänguru (Osphranter robustus) ist über ganz Australien verbreitet.
- Das Schwarze Bergkänguru (Osphranter bernardus) bewohnt die Arnhem-Region im Northern Territory.
- Im ganzen Norden Australiens findet sich das Antilopenkänguru (Osphranter antilopinus). Im Gegensatz zu den anderen Bergkängurus lebt es in Gruppen.
- Das Rote Riesenkänguru (Osphranter rufus) bewohnt trockene und halbtrockene Gebiete in ganz Australien.

## Systematik
Die Gattung Osphranter wurde 1842 durch den britischen Zoologen John Gould zusammen mit der Erstbeschreibung des Antilopenkängurus eingeführt. 1985 wurden auch die zwei Bergkänguruarten und das Rote Riesenkänguru Osphranter zugeordnet und Osphranter wurde zur Untergattung von Macropus. Seit 2015 gilt Osphranter wieder als eigenständige Gattung mit vier Arten.